# Ламанон (Буш-дю-Рон)
Ламанон (фр. Lamanon) — коммуна на юго-востоке Франции в регионе Прованс — Альпы — Лазурный Берег, департамент Буш-дю-Рон, округ Арль, кантон Салон-де-Прованс-1.
Площадь коммуны — 19,19 км², население — 1735 человек (2006) с тенденцией к росту: 1900 человек (2012), плотность населения — 99,0 чел/км².

## Население
Население коммуны в 2011 году составляло 1823 человека, а в 2012 году — 1900 человек.
| 1962 | 1968 | 1975 | 1982 | 1990 | 1999 | 2006 | 2008 | 2011 | 2012 |
| ---- | ---- | ---- | ---- | ---- | ---- | ---- | ---- | ---- | ---- |
| 708  | 735  | 1025 | 1377 | 1487 | 1712 | 1735 | 1740 | 1823 | 1900 |

Динамика населения:

## Экономика
В 2010 году из 1110 человек трудоспособного возраста (от 15 до 64 лет) 785 были экономически активными, 325 — неактивными (показатель активности 70,7%, в 1999 году — 61,6%). Из 785 активных трудоспособных жителей работали 726 человек (395 мужчин и 331 женщина), 59 числились безработными (24 мужчины и 35 женщин). Среди 325 трудоспособных неактивных граждан 100 были учениками либо студентами, 105 — пенсионерами, а ещё 120 — были неактивны в силу других причин.
На протяжении 2010 года в коммуне числилось 702 облагаемых налогом домохозяйства, в которых проживало 1820,0 человек. При этом медиана доходов составила 23 тысячи 013 евро на одного налогоплательщика.